# Tour des Pyrénées
Le Tour des Pyrénées (Vuelta a los Pirineos pour les Espagnols) est une course cycliste par étapes qui se déroule dans le sud de la  France et le nord de l'Espagne. Il a été créé en 1995 et fait partie de l'UCI Europe Tour en catégorie 2.2. Il est par conséquent ouvert aux équipes continentales professionnelles françaises, aux équipes continentales, à des équipes nationales et à des équipes régionales ou de clubs. Les UCI ProTeams (première division) ne peuvent pas participer.
L'épreuve s'appelait Tour de Bigorre avant 1995. De 1999 à 2001, la compétition était réservée aux amateurs. Le Tour n'est pas organisé en 2005, 2011, 2012 et 2013, et définitivement supprimé en 2014.

## Palmarès
| Année | Vainqueur         | Deuxième           | Troisième          |
| ----- | ----------------- | ------------------ | ------------------ |
| 1995  | Hugues Ané        | Óscar Mollar       | Kirill Beljaev     |
| 1996  | Denis Leproux     | Patrick Bruet      | Philippe Fernandes |
| 1997  | Denis Leproux     |                    |                    |
| 1998  | Christophe Oriol  |                    |                    |
| 1999  | Igor Pavlov       |                    |                    |
| 2000  | Éric Drubay       |                    |                    |
| 2001  | Igor Pavlov       |                    |                    |
| 2002  | Maryan Hary       |                    |                    |
| 2003  | Fernando Torres   | Andrew Jackson     | Johan Vansummeren  |
| 2004  | Bernhard Kohl     | Thierry Loder      | Benoît Luminet     |
| 2005  | Non-disputé       |                    |                    |
| 2006  | Enrique Salgueiro | Kevin Seeldraeyers | Jesús Ramírez      |
| 2007  | Sergio Pardilla   | José Herrada       | Nicolas Prin       |
| 2008  | Dan Fleeman       | Andrew Bajadali    | Stian Remme        |
| 2009  | Fabio Duarte      | Maarten De Jonge   | Ángel Vallejo      |
| 2010  | Florent Barle     | Przemysław Niemiec | Yannick Eijssen    |